# Tres Hombres
«Tres Hombres» — третій студійний альбом американського рок-гурту ZZ Top, випущений 26 липня 1973 року лейблом «London Records».

## Про альбом
Альбом був записаний у студії Robin Hood Studios у місті Тайлер, штат Техас.

## Список композицій
| Перша сторона | Перша сторона                  | Перша сторона                       | Перша сторона             | Перша сторона |
| #             | Назва                          | Автор                               | Головний вокал            | Тривалість    |
| ------------- | ------------------------------ | ----------------------------------- | ------------------------- | ------------- |
| 1.            | «Waitin' for the Bus»          | Біллі Гіббонс Дасті Гілл            | Біллі Гіббонс             | 2:59          |
| 2.            | «Jesus Just Left Chicago»      | Біллі Гіббонс Дасті Гілл Френк Бірд | Біллі Гіббонс             | 3:29          |
| 3.            | «Beer Drinkers & Hell Raisers» | Біллі Гіббонс Дасті Гілл Френк Бірд | Біллі Гіббонс, Дасті Гілл | 3:23          |
| 4.            | «Master of Sparks»             | Біллі Гіббонс                       | Біллі Гіббонс             | 3:33          |
| 5.            | «Hot, Blue and Righteous»      | Біллі Гіббонс                       | Біллі Гіббонс             | 3:14          |

| Друга сторона | Друга сторона              | Друга сторона                       | Друга сторона  | Друга сторона |
| #             | Назва                      | Автор                               | Головний вокал | Тривалість    |
| ------------- | -------------------------- | ----------------------------------- | -------------- | ------------- |
| 1.            | «Move Me on Down the Line» | Біллі Гіббонс Дасті Гілл            | Біллі Гіббонс  | 2:30          |
| 2.            | «Precious and Grace»       | Біллі Гіббонс Дасті Гілл Френк Бірд | Біллі Гіббонс  | 3:09          |
| 3.            | «La Grange»                | Біллі Гіббонс Дасті Гілл Френк Бірд | Біллі Гіббонс  | 3:51          |
| 4.            | «Shiek»                    | Біллі Гіббонс Дасті Гілл            | Біллі Гіббонс  | 4:04          |
| 5.            | «Have You Heard?»          | Біллі Гіббонс Дасті Гілл            | Біллі Гіббонс  | 3:14          |

| 2006 remaster bonus tracks | 2006 remaster bonus tracks       | 2006 remaster bonus tracks          | 2006 remaster bonus tracks | 2006 remaster bonus tracks |
| #                          | Назва                            | Автор                               | Головний вокал             | Тривалість                 |
| -------------------------- | -------------------------------- | ----------------------------------- | -------------------------- | -------------------------- |
| 11.                        | «Waitin' for the Bus» (live)     | Біллі Гіббонс Дасті Гілл            | Біллі Гіббонс              | 2:42                       |
| 12.                        | «Jesus Just Left Chicago» (live) | Біллі Гіббонс Дасті Гілл Френк Бірд | Біллі Гіббонс              | 4:03                       |
| 13.                        | «La Grange» (live)               | Біллі Гіббонс Дасті Гілл Френк Бірд | Біллі Гіббонс              | 4:44                       |